# جوشوا بواتسي
جوشوا بواتسي (بالإنجليزية: Joshua Buatsi)‏ (مواليد 14 مارس 1993) هو ملاكم من المملكة المتحدة، مثّل بلاده في الألعاب الأولمبية الصيفية 2016.

## روابط خارجية
جوشوا بواتسي على موقع بوكس ريك (الإنجليزية) (registration required)
- جوشوا بواتسي على موقع اللجنة الأولمبية الدولية (الإنجليزية)
- جوشوا بواتسي على موقع أوليمبيديا (الإنجليزية)
- جوشوا بواتسي على موقع اللجنة الأولمبية البريطانية (الإنجليزية)